# 근지구 초신성

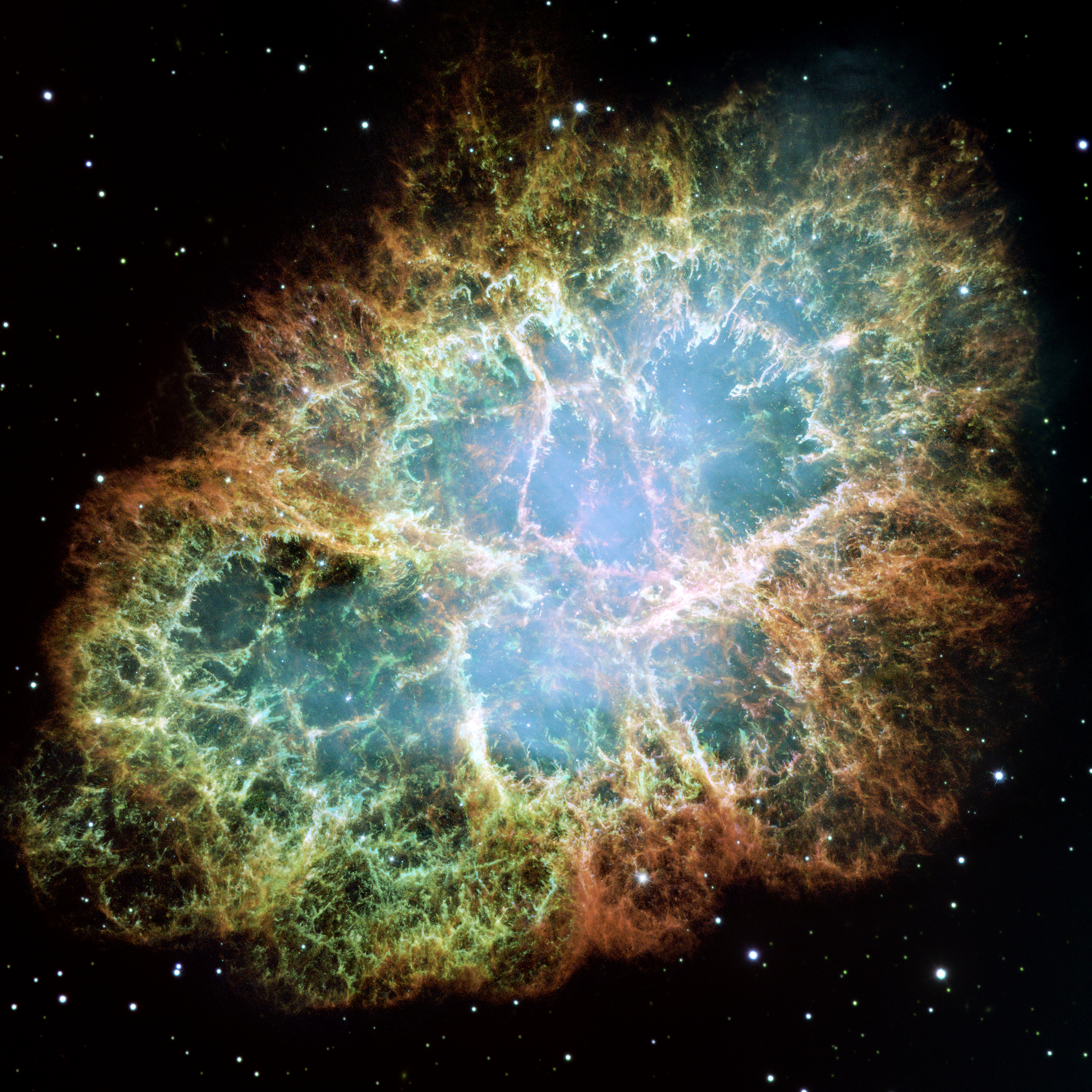
게 성운(星雲)은 1054년 초신성 폭발의 잔해이다. 지구로부터 6,500광년(光年) 떨어져 있다.

근지구 초신성(近地球超新星, Near-Earth supernova)은 그 폭발이 지구(地球)의 생태계에 영향을 끼칠 정도로 가까이 있는 초신성(超新星)을 일컫는 말이다.(천문학계는 대략 100광년 이내를 이 범위로 잡고 있다.)

## 지구에 끼치는 영향
평균적으로, 지구(地球)에서 10파섹 이내의 거리에서 2억 4천만 년마다 한 번씩 초신성 폭발이 일어난다. 특히 생명체가 있는 천체에 가장 큰 피해를 주는 것은 감마선(線)이다. 이 감마선은 지구 대기 상층의 질소 분자를 질소 화합물로 바꾸며, 오존층을 감소시켜서 지상의 생물들이 해로운 태양 광선 및 우주선에 노출되게 한다. 식물성 플랑크톤과 암초 군락은 특히 큰 영향을 받는다. 이는 해양 먹이 사슬의 근본을 심하게 고갈시킬 수 있다.

## 유력한 후보
지구 근처에 있는 큰 질량의 초신성 후보들 중 유력한 몇 개의 별이 있는데, 대표적인 존재가 약 640광년 떨어진 적색 초거성(超巨星) 베텔게우스이다. 베텔게우스는 II형 초신성으로 최후를 맞을 것으로 보인다.
최근 연구에 따르면 II형 초신성 폭발이 지구 오존층을 절반 이상 감소시키기 위해서는 지구에서 26광년 이내에는 있어야 한다는 결론이 나왔다. 이는 초신성 1987A의 경우를 대입시켜서 나온 것이다. 이 정도 거리 내에서 초신성이 폭발할 확률은 1억 년에서 100억 년에 한 번 꼴이다.
반면, Ia형 초신성의 경우 II형보다 더 위험한 존재가 될 것이다. Ia형 초신성은 백색 왜성의 폭발로 생기는 현상인데, 백색 왜성은 초거성에 비해 상대적으로 수가 많고 지구에서 관측하기가 어렵다. 따라서 이들의 폭발은 예측하기가 곤란하며, 예기치 않은 항성계(恒星系)에서도 폭발이 일어날 수 있다. 일설에 따르면 3,300광년 내에 있는 Ia형 초신성은 지구에 피해를 줄 수 있다고 한다. 이 경우 가장 가까운 후보는 페가수스자리 IK이다.

## 과거의 사례
4억 4천만 년 전 오르도비스기-실루리아기 대량 멸종을 지구 근처 초신성 폭발의 결과로 보는 견해가 있다. 이 대량 멸종 사태 때 해양 생물의 약 60%가 죽음을 당했다.